# Andilhac
Andilhac (en francès Andillac) és un municipi francès situat al departament del Tarn i a la regió d'Occitània.

## Demografia
| 1846                                       | 1962 | 1968 | 1975 | 1982 | 1990 | 1999 | 2006 | 2018 |
| ------------------------------------------ | ---- | ---- | ---- | ---- | ---- | ---- | ---- | ---- |
| 308                                        | 120  | 126  | 130  | 122  | 103  | 102  | 116  | 122  |
| Des de 1962: població sense dobles comptes |      |      |      |      |      |      |      |      |

## Administració
| Període | Identitat    | Partit |
| ------- | ------------ | ------ |
| 2001-   | Jacques Bros |        |